# Nationalparken Krka
Nationalparken Krka (Nacionalni park Krka) är en av Kroatiens åtta nationalparker. Den ligger i Šibenik-Knins län i mellersta Dalmatien, längs med floden Krka, från två kilometer nedströms staden Knin i norr till staden Skradin i söder.
Krka blev nationalpark 1985, är känd för sina sjöar och vattenfall och är en populär turistdestination.